# Grzędy (Tuszyn)
Grzędy – część miasta Tuszyn, położonego w województwie łódzkim, w powiecie łódzkim wschodnim, dawniej osada.
W latach 1975–1998 miejscowość należała administracyjnie do województwa łódzkiego.